# نائومی کلاین
نائومی کلاین (به انگلیسی: Naomi Klein) (متولد ۱۹۷۰) یک روزنامه‌نگار و فعال اجتماعی کانادایی است که بیشتر از همه به خاطر تحلیل‌ها و نقدهایش بر جهانی‌سازی شرکتی(corporate globalization) کرده‌است. این نقدها و تحلیل‌ها از دیدگاه سوسیال دموکرات وارد شده‌است.
کلاین که در دانشگاه تورنتو در رشته روزنامه‌نگاری تحصیل کرده‌است، از فعالان بزرگ سیاسی ضد- جهانی‌سازی نئولیبرالی یا به عبارتی طرفدار تغییر جهانی‌سازی کنونی است و خواهان تغییر آن به گونه‌ای است که اثرات زیانبار اقتصادی، سیاسی و محیط زیستی آن حذف شود؛ که او را در گروه alter- globlalization قرار می‌دهد که با anti-globalization کاملاً متفاوت است.

## خانواده
کلاین در شهر مونترال از ایالت کبک کانادا به دنیا آمد٬و در خانواده‌ای یهودی با پیشینهٔ فعالیت‌های صلح طلبانه٬بزرگ شد. والدینش در سال ۱۹۶۷ به دلیل مخالفت با جنگ ویتنام، از آمریکا به مونترئال نقل مکان کردند. مادرش٬بانی شر کلاین٬مستندسازی ست که شهرت خود را بیشتر وام دار فیلم «این یک داستان عاشقانه نیست» می‌باشد؛ فیلمی که بر ضد پورنوگرافی ساخته‌است. پدرش٬مایکل کلاین یک پزشک و از اعضای سازمان «پزشکان دارای مسئولیت اجتماعی» است. برادرش سز کلاین٬مدیر دفتر بریتیش کلمبیا وابسته به مرکز جایگزین‌های سیاسی کانادا CCPA است.
اجداد پدریش کمونیست‌هایی بودند که پس از پیمان مولوتوف-ریبن تروپ٬بر ضد اتحاد جماهیر شوروی شدند و در سال۱۹۵۶حزب کمونیسم را ترک گفتند. پدربزرگش٬فیل کلاین٬که به عنوان تصویر ساز در شرکت دیزنی کار می‌کرد بعد از اعتصاب کارکنان دیزنی٬در سال ۱۹۴۲ از آنجا اخراج شد و بعد از آن در یک کارخانهٔ کشتی‌سازی مشغول به کار شد. پدر کلاین درفضایی که با اندیشه‌های مربوط به عدالت اجتماعی و برابری نژادی احاطه شده بود٬بزرگ شد. اما داشتن والدین کمونیست یا به اصطلاح کودک قنداق قرمز بودن را، سخت و وحشتناک یافته بود. همسر کلاین٬اَوی لویس٬روزنامه‌نگار تلویزیونی و مستندساز است. مادر لویس٬میشل لندسبرگ٬نویسنده و فعال اجتماعی و پدرش استفان لویس٬دیپلمات و سیاستمدار و پسر دیوید لویس از بنیان‌گذاران حزب جدید دموکرات کانادا ست پدر دیوید لویس نیز، موریس لویس (با نام شناسنامه‌ای «مویش لوسز»)٬یک یهودی فعال کارگری بود که اروپای مرکزی را به مقصد کانادا در سال ۱۹۲۱ترک گفت.
کلاین و همسرش در تورنتو زندگی می‌کنند.

## دوران نوجوانی
کلاین بیشتر دوران نوجوانی خود را در مراکز خرید گذراند و شیفتهٔ اجناس مارک‌دار بود. به عنوان یک کودک و سپس یک نوجوان، او احساس می‌کرد که «داشتن یک مادر فمینیست توان‌فرساست» و ضمن دوری از سیاست، به استقبال «مصرف‌گرایی تمام‌عیار» رفت.
او تغییر در جهان‌بینی‌اش را به دو رویداد نسبت می‌دهد. یکی زمانی که ۱۷ ساله و در حال آمادگی برای دانشگاه تورنتو بود رخ داد؛ مادر او سکته کرد و به شدت معلول شد. نائومی، به همراه پدر و برادرش، در بیمارستان و خانه از مادر او مراقبت کرد، اما به این منظور ناچار شد برخی اولویت‌های تحصیلی را فدا کند. این وقفهٔ یک‌ساله سبب شد تا او دیگر «لوس و ننر» نباشد. در سال بعد، پس از آغاز تحصیل در دانشگاه تورنتو، رویداد دوم اتفاق افتاد: کشتار سال ۱۹۸۹ دانشجویان زن مهندسی در اکول پلی‌تکنیک، که برای فمینیسم به منزلهٔ زنگ بیداری بود.
کلاین با چاپ مطالبی در «ورسیتی»، یک روزنامهٔ دانشجویی، در مقام سردبیر نوشتن را آغاز کرد. پس از سال سوم در دانشگاه تورنتو، او انصراف داد تا به شغلی پیشنهادی در «گلوب اند میل» تورنتو بپردازد و سپس سردبیری نشریهٔ «دیس» را برعهده داشت. در ۱۹۹۵، او به دانشگاه تورنتو بازگشت تا درسش را ادامه دهد اما پیش از آن‌که نمره‌های نهایی برای اخذ مدرکش را دریافت کند، دانشگاه را برای گذراندن یک دورهٔ آموزشی خبرنگاری ترک گفت.

## کارهای اصلی
بدون مارک (No Logo)
نوشتار اصلی: بدون مارک

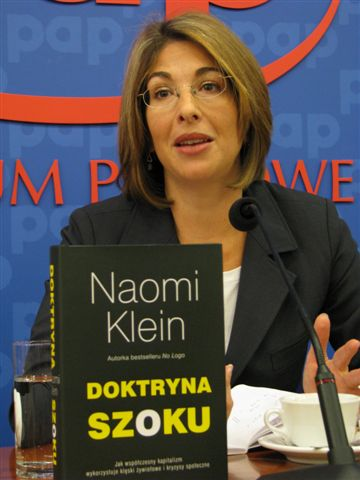
نائومی کلاین، ورشو، ۱۹ نوامبر ۲۰۰۸

در سال ۲۰۰۰، کلاین کتاب بدون مارک را منتشر کرد، که برای بسیاری، به جنبش ضد جهانی‌سازی تبدیل شد. او در این کتاب، فرهنگ مصرفی برند محور و عملکرد شرکت‌های بزرگ را مورد حمله قرار داده‌است. همین‌طور کلاین در این کتاب چندین ابر شرکت را به بهره‌کشی از کارگران در فقیرترین کشورهای جهان در جهت کسب سود بیشتر، متهم می‌کند. کلاین در این کتاب، شرکت نایک را مورد نقد قرار می‌دهد طوری‌که شرکت نایک چندین بار پاسخ‌های جزء به جزء خود را به کلاین، منتشر کرد. بدون مارک با فروش بیش از یک میلیون نسخه در بیش از ۲۸ زبان، به پرفروش‌ترین کتاب بین‌المللی تبدیل شد.

## حصارها و پنجره‌ها (Fences and Windows)
نوشتار اصلی: حصارها و پنجره‌ها

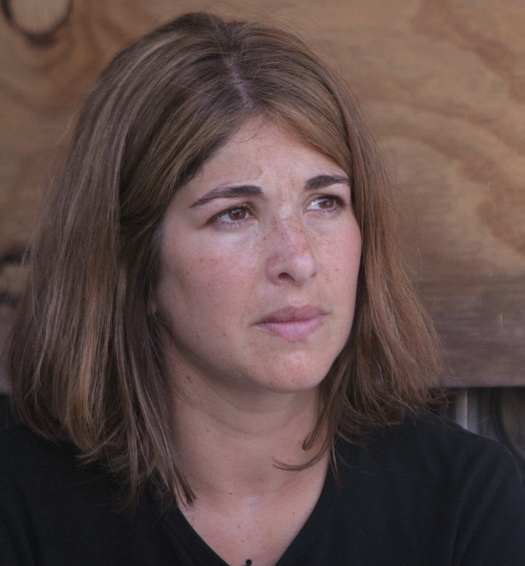

در سال ۲۰۰۲ کلاین کتاب حصارها و پنجره‌ها را منتشر کرد، این کتاب مجموعه‌ای از مقالات و سخنرانی‌های اوست که در حمایت از جنبش ضد جهانی شدن، نوشته‌است. (تمام درآمد حاصل از فروش این کتاب از طریق صندوق حصارها و پنجره‌ها، به نفع سازمان‌های فعال هزینه شد)
The Take
نوشتار اصلی: The Take (فیلم ۲۰۰۴)
در سال ۲۰۰۴، کلاین و همسرش، اوی لوییس، فیلمی مستند به نام The Take را ساختند. این فیلم در مورد کارگرانی در آرژانتین است که به‌طور دسته جمعی، کارخانه‌ای را بستند و سپس خودشان تولید را از سر گرفتند. این رویداد اولین غربالگری آفریقایی ای بود که در جاده کندی در جنوب شهر آفریقایی دوربان، که آغازگر جنبش Abahlali baseMjondolo بود، رخ داد.
حداقل یک مقاله در Z Communications این فیلم را، برای فضاسازی اش از کل آرژانتین و سیاستمدار خوآن دومینگو پرون، که احساس او را به عنوان یک سوسیال دموکرات به تصویر کشیده‌است، مورد نقد قرار داده‌است.

## دکترین شوک
کتاب سوم کلاین «دکترین شوک: ظهور سرمایه‌داری فاجعه» که در ۴ سپتامبر سال ۲۰۰۷ منتشر شد، در سطح بین‌المللی فروش بالایی داشت و در جدول آثار پرفروش روزنامهٔ نیویورک تایمز قرار گرفت. این کتاب به ۲۸ زبان دنیا ترجمه شده‌است کلاین در این کتاب براین باور است که سیاست‌های «بازار آزاد» که از سوی میلتون فریدمن (برندهٔ جایزهٔ نوبل اقتصاد) و «مکتب علم اقتصاد شیکاگو» ارائه شده‌اند، به شکلی برجسته در کشورهایی همچون شیلی در زمان پینوشه، روسیه تحت رهبری یلتسین، و ایالات متحد آمریکا (برای مثال، طی خصوصی‌سازی مدارس عمومی نیواورلئان پس از طوفان کاترینا) اجرا شده‌است. همچنین نائومی کلاین در این کتاب مدعی‌ست، در حالی که شهروندان کشورهای نامبرده در شوک ناشی از فجایع، تحولات ناگهانی یا تهاجم‌های نظامی در کشور خود قرار داشته‌اند، طرح‌های سیاسی (برای نمونه، خصوصی‌سازی اقتصاد عراق تحت رهبری "تشکیلات ائتلاف موقت، CPA") پیاده‌سازی شده‌اند.
محور مباحثه‌های کتاب پیرامون این قضیه است که کسانی که مایل به اجرای سیاست‌های بدنام «بازار آزاد» هستند، در حال حاضر این کار را با بهره‌گیری از ویژگی‌های خاصِ به وجود آمده پس از فجایع بزرگ (اقتصادی، سیاسی، نظامی یا طبیعی) انجام می‌دهند. ماجرا از این قرار است: هنگامی که یک جامعه "شوک" بزرگی را تجربه می‌کند، تمایل گسترده‌ای برای یک واکنش سریع و قاطع در جهت اصلاح وضعیت ایجاد شده وجود دارد؛ این تمایل به انجام یک عمل جسورانه و فوری، فرصتی را برای افراد سوءاستفاده‌گر فراهم می‌کند تا سیاست‌هایی را اجرا کنند که فراتر از یک واکنش مشروع و قانونی به فاجعهٔ مزبور است.

## نه به لوگوهای تجاری
وی در این کتاب با اشاره به عصر شکل‌گیری برندها و برون سپاری فرایندهای تولید به شرکت‌های فعال در کشورهای در حال توسعه، پرده از سیاست‌های استعماری و تزویرگرایانه این ابرشرکت‌های تجاری و صنعتی برمی‌دارد.